# Артиђанале-Комерчале (Сондрио)
Артиђанале-Комерчале је насеље у Италији у округу Сондрио, региону Ломбардија.
Према процени из 2011. у насељу је живело 132 становника. Насеље се налази на надморској висини од 274 м.